# RTMS terápia
Az rTMS terápia, azaz a  transcranialis mágnes stimulatio (TMS) a direkt árammal történő ingerlést váltotta fel az idegrendszer ingerlésében. Előnye, hogy fájdalommentes  és éber állapotban is elvégezhető. A motoros pálya épségét lehet vele tanulmányozni. Alkalmas arra, hogy prognózist adjon a stroke-on átesett beteg javulására. 20 éve már a kérgi kapcsolatok tanulmányozására használják, az agykutatás elképzelhetetlen nélküle. Ami az elmúlt 15 év eredménye a terápiás felhasználása a különböző betegségekben. A több napon át végzett ingerléssel terápiás hatást lehet elérni az agy és gerincvelő betegségeiben. A neurorehabilitáció eszköze a jövőben.

## Az idegi stimuláció lehetőségei
A központi idegrendszeri betegségeket gyógyszerrel, műtétekkel és stimulációs eljárásokkal kezelhetjük. Az elmúlt 20 év alatt az elért eredmények alapján a fizikai beavatkozások, mint a repetitive transcrannialis mágnes stimuláció (rTMS), direct current stimulation (DCS), vagus nerve stimulation (VNS),  deep brain stimulation (DBS) előre törtek.  Az első  fizikai beavatkozás az 1930-as években kezdődött az elektrosokkal, mely jelentősen megváltoztatta bizonyos psychiatriai betegségek lefolyását. Javult a depresszió, kezelhetővé váltak a skizofrénia tünetei, de a kognitiv hanyatlás, memória zavar megjelent az ismételt kezelések után. Csak altatásban volt végezhető az epilepsiás roham miatt.

## TMS a diagnosztikában
Sheffieldben konstruálták meg az első olyan transcranialis mágnes stimulátort, mely képes volt egy olyan erős változó elektromágneses teret létrehozni, mely áramot indukált az idegrendszerben és végig futott az akciós potenciál az ingerelt pályákon. A leglátványosabb a motoros kéreg ingerlése volt, hisz az ingerlés oldalával szemben megmozdult a végtag, az izom összehúzódott, az elektromyográfon EMG jel jelent meg (motoros kiváltott válasz MEP). Erre használták először, azaz a motoros pálya épségének a vizsgálatára. A direkt árammal történő ingerlést váltotta fel a TMS. Először vált lehetővé az, hogy éber emberen ingereljék az idegrendszert a koponyán keresztül. Bármely agyterület ingerelhető, a hatás attól függ, hogy az ingerelt agyterületnek mi a funkciója, milyen paramétereket alkalmaznak, és mennyi ideig tart a stimuláció.

## TMS az agykutatásban
A diagnosztikán túl a TMS stimulációt az agy kutatásábn használják. A magas frekvenciás ingerléssel (25 Hz) fel lehet függeszteni reverzibilisen az ingerelt terület funkcióját. A sorozatingerlést egy adott feladat végzése közben történik.pl.: olvasás, megtanult szavak visszamondása. A feladatvégzés akadályoztatása alapján meg lehet mondani mennyire lényegi az adott agyterület bevonódása a feladatba. Felfüggeszti-e a funkciót vagy csak lassítja? Sőt ez az egyedüli funkcionális vizsgálómódszer, mellyel az adott kéregi terület időbeli bevonódására lehet következtetni. Bár a funkcionális MRI, PET vizsgálatoknál a funkcióban részt vevő agyterületek aktivitása változik, de az időbeli bekapcsolódásukat, és hogy mennyire lényegi a terület a funkció szempontjából azt csak a TMS vizsgálattal tudjuk megmondani. Ugyanígy az egyes kérgi területek kölcsönhatása a TMS-sel tanulmányozható.

## TMS az intracorticalis excitabilitás vizsgálatára
Milyen inger jut a pyramis sejtekhez (mozgató idegsejtek) az függ az intracorticalis excitabilitástól. Ennek vizsgálatára alkalmas a kettős stimuláció.
A  90-es években vezették be a kettős stimulációs vizsgálatokat, melyekkel az intracorticalis excitabilitás tanulmányozható.  Ennek változását az agy plaszticitása szinonim fogalmaként használják. A „klasszikus” kettős stimulációnál mindkét ingert TMS-sel adják le a motoros kéregre. A teszt stimulust megelőző inger alacsonyabb intenzitású, mint a motoros választ kiváltó ingerlés (teszt stim). A kettős inger kiválthat gátlást, a két ingerlés közötti időtartam (ISI) ( < 5 ms) és létrehozhat facilitációt, ha az ISI (> 10 ms) A MEP amplitúdója ennek megfelelően csökken vagy nő. A kettős stimuláció variációi jelentősen bővültek. Ki kell emelni közülük a n. medianus ingerlését követő TMS ingerlést a motoros kérgen, melyet a szinaptikus plaszticitás vizsgálatára használnak A szinaptikus plaszticitás az alapja a tanulásnak és a memóriának  Egy agyterület válaszreakcióját egy adott behatásra az határozza meg, hogy milyen behatások érték előtte. Ezt nevezzük az agy homeostatikus plaszticitásának. Például, ha egy agyterületet magas frekvenciás ingerlését követően 1 Hz-cel ingerlünk a kialakuló gátlás lényegesen tovább tart, mint a csak önmagában végzett 1 Hz-es ingerlés. A két félteke közötti kettős stimuláció az interhemisferiális gátlás meglétére ad felvilágosítást, ami stroke után felbomlik és befolyásolja a kezelés helyét és paramétereit. A gyógyszerek különböző módon befolyásolják az intracorticalis excitabilitást, mely meghatározza a hatásmechanizmusukat.

## rTMS az  agy plaszticitásának a befolyásolásában
Vajon változik-e az agy? Képesek-e az egyes területek átalakulni, más funkciót átvenni ? Beszélhetünk-e az agy plaszticitásáról ?
A TMS-sel végzett  repetitiv ingerlés az, mellyel befolyásolni lehet az intracorticalis excitabilitást, azaz az agy plaszticitását. Az alacsony frekvenciás repetitiv ingerléssel ( > 5 Hz) gátlást lehet létrehozni, míg a 10 Hz feletti ingerléssel facilitációt, mely az ingerlési periódust meghaladó hatású. Hasonló hatást lehet elérni a theta-burst stimulációval, mely lehet continuous (gátló) vagy intermittaló (facilitáló). A repetitive TMS ingerlés megváltoztatja az intracoricalis excitabilitást. A hatás kialakulását befolyásolja a szinaptikus potenciál. Ha a facilitáló ingert ismételt facilitáló inger követi, akkor a kialakuló hatás gátlás lesz. Hasonlóan megfordul az 1 Hz-es rTMS ingerlés gátlást létrehozó hatása és facilitáló hatás alakul ki, ha az előkezelés 10 ms paired associativ stimulation (PAS) előzi meg, mely gátló hatású. Az ingerlés hatását meghatározza a neuronok, szinapszisok aktuális állapota. Ezen utóbbi tesztet alkalmazzák az agy plaszticitásának felmérésére is.
Összefoglalva a repetitiv ingerlés megváltoztatja az intrakortikális excitabilitást és a hatása meghaladja az ingerlési periódust, mely lehetővé teszi terápiás alkalmazását.

## rTMS a különböző betegségek kezelésében
A különböző betegségekben az intrakortikális excitabilitás megváltozik, melynek befolyásolása terápiás hatással bír. A több napon át végzett időszakos repetitív ingerlés, az ingerlési periódus hatását meghaladóan, tartósan  befolyásolja a betegség tüneteit, mely alkalmassá teszi arra, hogy terápiaként alkalmazzuk a különböző betegségekben.  Ma már nincs olyan központi idegrendszeri betegség, melyben ne állnának rendelkezésre összehasonlító tanulmányok. Tekintettel arra, hogy a hely, frekvencia, intenzitás és időtartam számtalan variációja lehetséges, ezért nehezen összehasonlíthatóak a tanulmányok. Összességében jellemzi a tanulmányokat, hogy a frekvencia jelentősen csökkent, nőtt az ingerlés időtartama és talán kevés figyelmet fordítottak az intenzitásra, mely az ingerlés mélységét határozza meg. Megjelent a theta-burst stimuláció a terápiában. Elsőként depresszióban végeztek egy szekcióban repetitiv ingerlést. A több napon át végzett ingerlést Málly kezdte el Parkinson-kórban, majd ez vált általánossá a különböző központi idegrendszeri (KP) betegségek kezelésében. Nem kétséges a mozgás beindítása a KP bénulásokban, függetlenül a kialakulás idejétől. A neurodegenerativ betegségekben lehetséges a betegség progressziójának lassítása és akkor még nem beszéltünk a dystoniákról, melyek jelentősen mérsékelhetők a motoros kéreg ingerlésével. A psychiatriai kórképekben is kedvező hatásról számoltak be.